# Baldassarre Poli

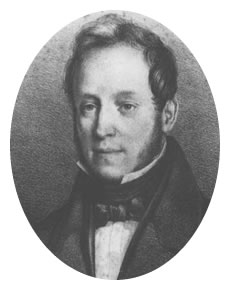
Hoogleraar Baldassarre Poli aan de Universiteit van Padua

Baldassarre Poli (Cremona, 4 september 1795 – Milaan, 28 maart 1883) was hoogleraar filosofie (1837-1852) aan de Universiteit van Padua, waar hij ook rector magnificus werd. Padua lag destijds in het Oostenrijks koninkrijk Lombardije-Venetië.

## Levensloop
Poli studeerde rechtsgeleerdheid aan de Universiteit van Bologna, in de Pauselijke Staat. In 1815 doctoreerde hij in de rechtsgeleerdheid. Aangezien een verdere opleiding tot advocaat voor hem niet mogelijk was, studeerde hij verder filosofie.
Van 1830 tot 1837 was Poli leraar filosofie in het voortgezet onderwijs. Baldassarre gaf les in de San Alessandroschool in Milaan, dat onder Oostenrijks bestuur was. 
Vervolgens trok Poli naar Padua, voor de leerstoel filosofie. Zijn onderzoekswerk ging ervan uit dat er een aparte strekking van Italiaanse filosofie bestond binnen de westerse filosofie. De opkomst van de moderne Italiaanse taal in de renaissance was zeker een bindmiddel. Doch voor Poli kon er al eerder sprake zijn van een aparte Italiaanse filosofie. Hierbij ging hij terug naar Pythagoras (die voor hem een Italiaan was) alsook naar de Etrusken van wie echter nauwelijks geschreven bronnen bestaan. Hij verzette zich tegen observationele technieken en fenomenologie binnen de filosofie. Daarnaast beschreef hij juridische grondslagen die aan de basis liggen van politieke wetenschappen. 
Poli was korte tijd rector magnificus van de Universiteit van Padua. 
Hij was lid van het Istituto veneto di scienze, lettere ed arti, alsook van de Piëmontese academie Accademia delle Scienze di Torino en de Lombardische Accademia di scienze, lettere ed arti. In 1852 verliet Poli het academisch ambt. Het Oostenrijkse bestuur benoemde hem namelijk tot directeur (1852-1857) van alle gymnasia van de regio Veneto.
In 1857 keerde Poli naar Milaan terug; Lombardije was sinds 1848 deel van het koninkrijk Piëmont-Sardinië. Hij was hoofdinspecteur van de gymnasia in de regio Lombardije. Na de uitroeping van het eengemaakte koninkrijk Italië (1861) verdween dit ambt. Poli ging met pensioen doch zetelde verder in academies.